# Reaktans

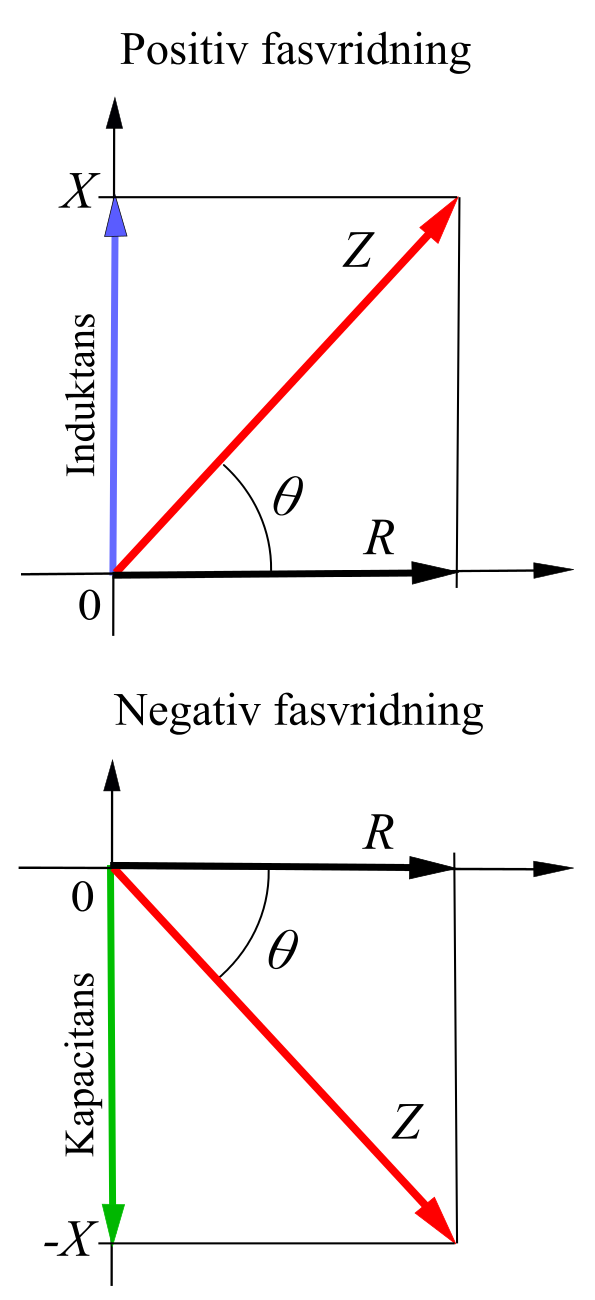
Visardiagram för reaktanser.
Förhållandet mellan resistans och reaktans bestämmer den fasvridande förmågan hos en krets. Induktiv reaktans ger en positiv fasvridning och kapacitiv reaktans ger en negativ. Visaren för R används som riktfas

Reaktans betecknar ett slag av frekvensberoende elektriskt motstånd. Reaktansen kan vara av kapacitiv eller induktiv karaktär. 
Reaktans symboliseras med bokstaven X och mäts i enheten ohm (Ω). Reaktansen, tillsammans med resistansen, bestämmer det totala växelströmsmotståndet, impedansen, för en elektrisk krets.
Reaktans förekommer där elektriska eller magnetiska fält utvecklas proportionellt mot ström eller spänning. 
Kondensatorer och induktorer är komponenter tillverkade för att åstadkomma reaktans. 
När en växelström passerar genom en reaktiv krets kommer spänningen att fasförskjutas relativt strömmen. Fasvinkeln bestäms som
{\displaystyle \theta =\arctan {\frac {X}{R}}}
radianer där R är kretsens resistans.

## Kapacitiv reaktans
Kapacitiv reaktans, betecknat XC beräknas enligt
{\displaystyle X_{C}={\frac {1}{2\pi fC}}}
där f är strömmens frekvens och C är kretsens kapacitans. 
Vid ökande frekvens kommer den kapacitiva reaktansen att minska och kondensatorn kommer att laddas upp och laddas ur i takt med spänningen. Vid likspänning kommer reaktansen vara oändlig och ingen ström kan passera. Man brukar säga att kondensatorn leder växelström men spärrar för likström. Detta är en halvsanning så tillvida att reaktans inte förekommer i samband med likström.

## Induktiv reaktans
Induktiv reaktans, betecknat XL beräknas enligt 
{\displaystyle X_{L}=2\pi fL\!}
där f är strömmens frekvens och L är kretsens induktans.
Reaktansen kommer att öka med ökande frekvens och är noll när en likström flyter genom kretsen.